# Eleccions regionals als Pirineus Orientals 2010
Les eleccions del Consell Regional del Llenguadoc-Rosselló al departament dels Pirineus Orientals van tenir lloc el 14 i 21 de març de 2010, amb el triomf del Partit Socialista.

## Candidatures dels Pirineus Orientals al Consell Regional del Llenguadoc-Rosselló
| Candidatura                                              | Partits                                                       | Candidat               |
| -------------------------------------------------------- | ------------------------------------------------------------- | ---------------------- |
| Fiers d'être catalans / L'avenir du Languedoc Roussillon | PS i CDC                                                      | Jacqueline Amiel-Donat |
| Tous pour les Pyrénées-Orientales                        | PRG i MRC                                                     | Christian Bourquin     |
| Majorité présidentielle                                  | UMP i Unitat Catalana                                         | Jean Castex            |
|                                                          | CNI, France Bonapartiste i PLD                                | Roger Foinels          |
|                                                          | Front National                                                | Louis Aliot            |
|                                                          | PDF                                                           | Roger Chenaye          |
|                                                          | Alliance écologiste indépendante                              | Maryse Lapergue        |
| Europe Écologie                                          | Les Verts, Partit Occitan, Nouvelle Gauche, CAP 21 i ERC      | Agnès Langevine        |
|                                                          | LO                                                            | Liberto Plana          |
| à gauche maintenant                                      | Front de Gauche (PG, PCF, NPA, GU, Alternatifs, FASE i M'PEP) | Jean Boucher           |
| Ligue du Midi                                            | BI                                                            | Thierry Dauriach       |